# Coppa del Mondo di bob 2016
La Coppa del Mondo di bob 2015/16, trentaduesima edizione della manifestazione organizzata dalla Federazione Internazionale di Bob e Skeleton, è iniziata il  27 novembre 2015 ad Altenberg, in Germania e si è conclusa il 28 febbraio 2016 a Königssee, sempre in Germania; come di consueto si è svolta in parallelo alla Coppa del Mondo di skeleton. Sono state disputate ventiquattro gare: sedici per gli uomini e otto per le donne.
Nel corso della stagione si sono tenuti i campionati mondiali di Igls 2016 in Austria (competizione non valida ai fini della Coppa del Mondo) mentre la tappa di St. Moritz ha assegnato anche il titolo europeo.
Le coppe di cristallo, trofei conferiti ai vincitori del circuito, furono conquistate nel bob a due maschile dal sudcoreano Won Yun-jong, alla prima storica affermazione in classifica generale di un pilota proveniente da un paese asiatico, nel bob a due femnminile dalla canadese Kaillie Humphries che vince la sua terza Coppa dopo quelle conquistate nel 2012/13 e nel 2013/14; la specialità del bob a quattro maschile ha visto invece confermarsi al vertice il tedesco Maximilian Arndt, vincitore anche nella precedente edizione. Il trofeo della combinata maschile, assegnato a chi ha totalizzato la maggior somma di punti ottenuti sia nelle gare di bob a due che in quelle di bob a quattro, è andato all'altro tedesco Nico Walther.

## Risultati

### Uomini
| Data             | Località             | Specialità         | Primi classificati                                                               | Secondi classificati                                                     | Terzi classificati                                                        |
| ---------------- | -------------------- | ------------------ | -------------------------------------------------------------------------------- | ------------------------------------------------------------------------ | ------------------------------------------------------------------------- |
| 28 novembre 2015 | Altenberg            | A due              | Francesco Friedrich Thorsten Margis Germania                                     | Oskars Melbārdis Daumants Dreiškens Lettonia                             | Won Yun-jong Seo Young-woo Corea del Sud                                  |
| 29 novembre 2015 | Altenberg            | A quattro          | Francesco Friedrich Martin Putze Jannis Bäcker Thorsten Margis Germania          | Nico Walther Marko Hübenbecker Christian Poser Eric Franke Germania      | Maximilian Arndt Kevin Kuske Ben Heber Kevin Korona Germania              |
| 5 dicembre 2015  | Winterberg           | A due              | Francesco Friedrich Thorsten Margis Germania                                     | Oskars Melbārdis Daumants Dreiškens Lettonia                             | Won Yun-jong Seo Young-woo Corea del Sud                                  |
| 6 dicembre 2015  | Winterberg           | A quattro          | Francesco Friedrich Martin Putze Jannis Bäcker Thorsten Margis Germania          | Maximilian Arndt Kevin Kuske Alexander Rödiger Ben Heber Germania        | Nico Walther Marko Hübenbecker Christian Poser Philipp Wobeto Germania    |
| 12 dicembre 2015 | Schönau am Königssee | A due              | Francesco Friedrich Thorsten Margis Germania                                     | Oskars Melbārdis Daumants Dreiškens Lettonia                             | Nico Walther Marko Hübenbecker Germania                                   |
| 13 dicembre 2015 | Schönau am Königssee | A quattro          | Nico Walther Gregor Bermbach Marko Hübenbecker Eric Franke Germania              | Maximilian Arndt Kevin Kuske Martin Putze Kevin Korona Germania          | Rico Peter Thomas Amrhein Bror van der Zijde Simon Friedli Svizzera       |
| 8 gennaio 2016   | Lake Placid          | A due              | Steven Holcomb Carlo Valdes Stati Uniti                                          | Nico Walther Christian Poser Germania                                    | Won Yun-jong Seo Young-woo Corea del Sud                                  |
| 9 gennaio 2016   | Lake Placid          | A quattro          | Maximilian Arndt Martin Putze Ben Heber Kevin Korona Germania                    | Aleksandr Kas'janov Aleksej Puškarëv Il'vir Chuzin Aleksej Zajcev Russia | Justin Kripps Derek Plug Ben Coakwell Alexander Kopacz Canada             |
| 16 gennaio 2016  | Park City            | A quattro (gara 1) | Aleksandr Kas'janov Il'vir Chuzin Aleksej Puškarëv Aleksej Zajcev Russia         | Maximilian Arndt Alexander Rödiger Ben Heber Kevin Korona Germania       | Rico Peter Fabio Badraun Thomas Amrhein Simon Friedli Svizzera            |
| 17 gennaio 2016  | Park City            | A quattro (gara 2) | Nico Walther Marko Hübenbecker Christian Poser Eric Franke Germania              | Maximilian Arndt Martin Putze Ben Heber Kevin Korona Germania            | Rico Peter Fabio Badraun Thomas Amrhein Bror van der Zijde Svizzera       |
| 22 gennaio 2016  | Whistler             | A due (gara 1)     | Rico Peter Thomas Amrhein Svizzera e Aleksandr Kas'janov Aleksej Puškarëv Russia | non assegnato                                                            | Won Yun-jong Seo Young-woo Corea del Sud                                  |
| 23 gennaio 2016  | Whistler             | A due (gara 2)     | Christopher Spring Lascelles Brown Canada                                        | Uģis Žaļims Intars Dambis Lettonia                                       | Aleksandr Kas'janov Aleksej Puškarëv Russia                               |
| 6 febbraio 2016  | St. Moritz           | A due              | Beat Hefti Alex Baumann Svizzera                                                 | Steven Holcomb Carlo Valdes Stati Uniti                                  | Nico Walther Christian Poser Germania                                     |
| 7 febbraio 2016  | St. Moritz           | A quattro          | Maximilian Arndt Kevin Korona Martin Putze Ben Heber Germania                    | Benjamin Maier Marco Rangl Markus Sammer Dănuț Ion Moldovan Austria      | Oskars Melbārdis Daumants Dreiškens Arvis Vilkaste Jānis Strenga Lettonia |
| 27 febbraio 2016 | Schönau am Königssee | A due              | Won Yun-jong Seo Young-woo Corea del Sud                                         | Beat Hefti Alex Baumann Svizzera                                         | Francesco Friedrich Candy Bauer Germania                                  |
| 28 febbraio 2016 | Schönau am Königssee | A quattro          | Maximilian Arndt Alexander Rödiger Kevin Kuske Martin Putze Germania             | Benjamin Maier Marco Rangl Markus Sammer Dănuț Ion Moldovan Austria      | Francesco Friedrich Candy Bauer Martin Grothkopp Thorsten Margis Germania |

### Donne
| Data             | Località             | Specialità | Prime classificate                                | Seconde classificate                              | Terze classificate                                                                     |
| ---------------- | -------------------- | ---------- | ------------------------------------------------- | ------------------------------------------------- | -------------------------------------------------------------------------------------- |
| 27 novembre 2015 | Altenberg            | A due      | Kaillie Humphries Melissa Lotholz Canada          | Elfje Willemsen Sophie Vercruyssen Belgio         | Jamie Greubel-Poser Lauren Gibbs Stati Uniti e Christina Hengster Sanne Dekker Austria |
| 5 dicembre 2015  | Winterberg           | A due      | Jamie Greubel-Poser Cherrelle Garrett Stati Uniti | Elana Meyers-Taylor Kehri Jones Stati Uniti       | Kaillie Humphries Melissa Lotholz Canada                                               |
| 11 dicembre 2015 | Schönau am Königssee | A due      | Kaillie Humphries Melissa Lotholz Canada          | Elfje Willemsen Sophie Vercruyssen Belgio         | Jamie Greubel-Poser Lauren Gibbs Stati Uniti                                           |
| 8 gennaio 2016   | Lake Placid          | A due      | Jamie Greubel-Poser Cherrelle Garrett Stati Uniti | Kaillie Humphries Melissa Lotholz Canada          | Christina Hengster Sanne Dekker Austria                                                |
| 15 gennaio 2016  | Park City            | A due      | Kaillie Humphries Melissa Lotholz Canada          | Christina Hengster Sanne Dekker Austria           | Jamie Greubel-Poser Lauren Gibbs Stati Uniti                                           |
| 23 gennaio 2016  | Whistler             | A due      | Kaillie Humphries Melissa Lotholz Canada          | Jamie Greubel-Poser Cherrelle Garrett Stati Uniti | Christina Hengster Sanne Dekker Austria                                                |
| 6 febbraio 2016  | St. Moritz           | A due      | Elana Meyers-Taylor Lauren Gibbs Stati Uniti      | Anja Schneiderheinze Annika Drazek Germania       | Kaillie Humphries Melissa Lotholz Canada                                               |
| 26 febbraio 2016 | Schönau am Königssee | A due      | Elana Meyers-Taylor Kehri Jones Stati Uniti       | Kaillie Humphries Melissa Lotholz Canada          | Anja Schneiderheinze Annika Drazek Germania                                            |

## Classifiche

### Bob a due uomini
| Pos. | Nome pilota         | Nazione       | ALT | WIN | KÖN | LAK | WHI-1 | WHI-2 | STM | KÖN | Totale |
| ---- | ------------------- | ------------- | --- | --- | --- | --- | ----- | ----- | --- | --- | ------ |
| 1    | Won Yun-jong        | Corea del Sud | 3   | 3   | 6   | 3   | 1     | 9     | 5   | 1   | 1562   |
| 2    | Nico Walther        | Germania      | 4   | 7   | 3   | 2   | 12    | 6     | 3   | 6   | 1450   |
| 3    | Uģis Žaļims         | Lettonia      | 8   | 5   | 10  | 5   | 4     | 2     | 7   | 7   | 1410   |
| 4    | Rico Peter          | Svizzera      | 7   | 8   | 5   | 9   | 1     | 7     | 17  | 4   | 1337   |
| 5    | Oskars Melbārdis    | Lettonia      | 2   | 2   | 2   | -   | 5     | 4     | 10  | 5   | 1334   |
| 6    | Francesco Friedrich | Germania      | 1   | 1   | 1   | 8   | DNS   | 16    | 10  | 3   | 1275   |
| 7    | Justin Kripps       | Canada        | 6   | 10  | 4   | 4   | 8     | 5     | 25  | 7   | 1256   |
| 8    | Steven Holcomb      | Stati Uniti   | 12  | 18  | 7   | 1   | 7     | 12    | 2   | 11  | 1243   |
| 9    | Aleksandr Kas'janov | Russia        | 10  | 9   | 12  | 13  | 3     | 3     | 8   | 12  | 1232   |
| 10   | Maximilian Arndt    | Germania      | 4   | 13  | 9   | 6   | 9     | 8     | 4   | -   | 1144   |

### Bob a quattro uomini
| Pos. | Nome pilota         | Nazione     | ALT | WIN | KÖN | LAK | PKC-1 | PKC-2 | STM | KÖN | Totale |
| ---- | ------------------- | ----------- | --- | --- | --- | --- | ----- | ----- | --- | --- | ------ |
| 1    | Maximilian Arndt    | Germania    | 3   | 2   | 2   | 1   | 2     | 2     | 1   | 1   | 1715   |
| 2    | Francesco Friedrich | Germania    | 1   | 1   | 4   | 6   | 7     | 4     | 4   | 3   | 1570   |
| 3    | Rico Peter          | Svizzera    | 4   | 4   | 3   | 5   | 3     | 3     | 7   | 6   | 1512   |
| 4    | Nico Walther        | Germania    | 2   | 3   | 1   | 13  | 11    | 1     | 5   | 4   | 1492   |
| 5    | Aleksandr Kas'janov | Russia      | 9   | 6   | 5   | 2   | 1     | 5     | 8   | 7   | 1459   |
| 6    | Justin Kripps       | Canada      | 10  | 12  | 10  | 3   | 4     | 10    | 11  | 10  | 1232   |
| 7    | Aleksej Stul'nev    | Russia      | 12  | 7   | 7   | 7   | 6     | 9     | 16  | 9   | 1208   |
| 8    | Simone Bertazzo     | Italia      | 7   | 10  | 15  | 11  | 17    | 12    | 10  | 12  | 1040   |
| 9    | Lamin Deen          | Regno Unito | 6   | 8   | 16  | 4   | 8     | 14    | 21  | 19  | 1032   |
| 10   | Oskars Ķibermanis   | Lettonia    | 5   | 9   | 19  | -   | 9     | 6     | 6   | 15  | 1018   |

### Combinata uomini
| Pos. | Nome pilota         | Nazione       | ALT     | WIN     | KÖN     | LAK    | PKC     | WHI      | STM     | KÖN    | Totale |
| ---- | ------------------- | ------------- | ------- | ------- | ------- | ------ | ------- | -------- | ------- | ------ | ------ |
| 1    | Nico Walther        | Germania      | 4 / 2   | 7 / 3   | 3 / 1   | 2 / 13 | 11 / 1  | 12 / 6   | 3 / 8   | 6 / 4  | 2942   |
| 2    | Maximilian Arndt    | Germania      | 4 / 3   | 13 / 2  | 9 / 2   | 6 / 1  | 2 / 2   | 9 / 8    | 4 / 1   | - / 1  | 2859   |
| 3    | Rico Peter          | Svizzera      | 7 / 4   | 8 / 4   | 5 / 3   | 9 / 5  | 3 / 3   | 1 / 7    | 17 / 7  | 4 / 6  | 2849   |
| 4    | Francesco Friedrich | Germania      | 1 / 1   | 1 / 1   | 1 / 4   | 8 / 6  | 7 / 4   | DNS / 16 | 10 / 4  | 3 / 3  | 2845   |
| 5    | Aleksandr Kas'janov | Russia        | 10 / 9  | 9 / 6   | 12 / 5  | 13 / 2 | 1 / 5   | 3 / 3    | 8 / 8   | 12 / 7 | 2691   |
| 6    | Justin Kripps       | Canada        | 6 / 10  | 10 / 12 | 4 / 10  | 4 / 3  | 4 / 10  | 8 / 5    | 25 / 11 | 7 / 10 | 2488   |
| 7    | Uģis Žaļims         | Lettonia      | 8 / 13  | 5 / 16  | 10 / 17 | 5 / -  | 5 / 7   | 4 / 2    | 7 / 13  | 7 / 14 | 2298   |
| 8    | Oskars Melbārdis    | Lettonia      | 2 / 8   | 2 / 5   | 2 / 6   | -      | -       | 5 / 4    | 10 / 3  | 5 / 5  | 2238   |
| 9    | Aleksej Stul'nev    | Russia        | 18 / 12 | 15 / 7  | 11 / 7  | 14 / 7 | 6 / 9   | 10 / 10  | 9 / 16  | 10 / 9 | 2224   |
| 10   | Won Yun-jong        | Corea del Sud | 3 / 16  | 3 / 17  | 6 / 20  | 3 / 14 | 18 / 11 | 1 / 9    | 5 / 20  | 1 / -  | 2210   |

### Bob donne
| Pos. | Nome pilota            | Nazione     | ALT | WIN | KÖN | LAK | PKC | WHI | STM | KÖN | Totale |
| ---- | ---------------------- | ----------- | --- | --- | --- | --- | --- | --- | --- | --- | ------ |
| 1    | Kaillie Humphries      | Canada      | 1   | 3   | 1   | 2   | 1   | 1   | 3   | 2   | 1720   |
| 2    | Jamie Greubel-Poser    | Stati Uniti | 3   | 1   | 3   | 1   | 3   | 2   | 4   | 6   | 1628   |
| 3    | Christina Hengster     | Austria     | 3   | 5   | 4   | 3   | 2   | 3   | 7   | 4   | 1546   |
| 4    | Elfje Willemsen        | Belgio      | 2   | 6   | 2   | 4   | 5   | 7   | 5   | 5   | 1508   |
| 5    | Anja Schneiderheinze   | Germania    | 5   | 4   | 6   | 5   | 4   | -   | 2   | 3   | 1338   |
| 6    | An Vannieuwenhuyse     | Belgio      | 7   | 9   | 7   | 6   | 7   | 4   | 14  | 9   | 1288   |
| 7    | Mariama Jamanka        | Germania    | -   | -   | 8   | 7   | 6   | 5   | 10  | 8   | 992    |
| 8    | Elana Meyers-Taylor    | Stati Uniti | 8   | 2   | -   | -   | -   | -   | 1   | 1   | 820    |
| 9    | Maria Adela Constantin | Romania     | 9   | 8   | 10  | -   | -   | -   | 13  | 11  | 712    |
| 10   | Sandra Kroll           | Germania    | 6   | 7   | 5   | -   | -   | -   | -   | -   | 528    |